# Cinquième circonscription de la préfecture de Fukuoka
La cinquième circonscription de la préfecture de Fukuoka (福岡県第5区, Fukuoka-ken dai-go-ku) est l'une des onze circonscriptions législatives que compte la préfecture de Fukuoka au Japon.

## Description géographique
Entre 1994 et 2013, la cinquième circonscription de la préfecture de Fukuoka regroupait les villes d'Amagi, Chikushino, Kasuga, Ōnojō et Dazaifu et les districts de Chikushi et Asakura.
Entre 2013 et 2017, elle couvrait les villes de Chikushino, Kasuga, Ōnojō, Dazaifu et Asakura et les districts de Chikushi et Asakura.
Entre 2017 et 2022, elle comprenait les mêmes unités administratives ainsi qu'une partie de l'arrondissement de Minami de la ville de Fukuoka.
Depuis 2022, elle réunit les villes de Chikushino, Kasuga, Ōnojō, Dazaifu, Asakura et Nakagawa, une partie de l'arrondissement de Minami de la ville de Fukuoka et le district d'Asakura.

## Députés
| Législature | Début de mandat | Fin de mandat | Député élu           | Parti politique | Parti politique |
| ----------- | --------------- | ------------- | -------------------- | --------------- | --------------- |
| 41e         | 1996            | 2000          | Yoshiaki Harada      |                 | PLD             |
| 42e         | 2000            | 2003          | Yoshiaki Harada      |                 | PLD             |
| 43e         | 2003            | 2005          | Yoshiaki Harada      |                 | PLD             |
| 44e         | 2005            | 2009          | Yoshiaki Harada      |                 | PLD             |
| 45e         | 2009            | 2012          | Daizō Kusuda (ja)    |                 | PDJ             |
| 46e         | 2012            | 2014          | Yoshiaki Harada      |                 | PLD             |
| 47e         | 2014            | 2017          | Yoshiaki Harada      |                 | PLD             |
| 48e         | 2017            | 2021          | Yoshiaki Harada      |                 | PLD             |
| 49e         | 2021            | 2024          | Kaname Tsutsumi (ja) |                 | PDC             |
| 50e         | 2024            | -             | Wataru Kurihara (ja) |                 | PLD             |